# Kohlberg Kravis Roberts
KKR & Co. Inc., também conhecida como Kohlberg Kravis Roberts & Co., é uma empresa global americana de private equity e investimentos. Desde 31 de dezembro de  2023, a empresa concluiu investimentos de capital privado em empresas de portfólio com aproximadamente US$ 710 bilhões do valor total da empresa. Seus ativos sob gestão (AUM) e ativos sob gestão com remuneração de taxas (FPAUM) eram de US$ 553 bilhões e US$ 446 bilhões, respectivamente.
A KKR foi fundada em 1976 por Jerome Kohlberg Jr. e os primos Henry Kravis e George R. Roberts, todos os quais já haviam trabalhado juntos no Bear Stearns, onde concluíram algumas das primeiras transações de aquisição alavancada. Desde a sua fundação, a KKR concluiu uma série de transações, incluindo a aquisição alavancada da RJR Nabisco em 1989, que foi a maior aquisição da história até então, bem como a aquisição da TXU em 2007, que é atualmente a maior aquisição concluída até o momento.
Em outubro de 2009, a KKR listou ações da empresa por meio da KKR & Co., uma afiliada que detém 30% do capital social da empresa, com o restante detido pelos sócios da empresa. Em março de 2010, a KKR apresentou um pedido de listagem das suas ações na Bolsa de Valores de Nova Iorque (NYSE), com a negociação a começar quatro meses depois, a 15 de julho de 2010.

## A empresa
A empresa empregava 4.490 funcionários em 31 de dezembro de 2023. A KKR está sediada em 30 Hudson Yards, Manhattan, Nova York, com escritórios em Pequim, Dubai, Dublin, Houston, Hong Kong, Londres, Luxemburgo, Madri, Menlo Park, Mumbai, Paris, Riad, São Francisco, São Paulo, Seul, Cingapura, Xangai, Sydney e Tóquio.

### Liderança sênior
- Presidentes: Henry Kravis e George Roberts[4] (desde 1987)
- Diretores Executivos: Scott Nuttall e Joseph Bae[4] (desde 2021)

### Antigos líderes
- Jerome Kohlberg Jr. (1976–1987); copresidentes
- Henry Kravis, George Roberts e Jerome Kohlberg Jr. (1976–1987); co-CEOs
- Henry Kravis e George Roberts (1987–2021); co-CEOs

### Estrutura empresarial
Numa entrevista de 2016 à Bloomberg, o fundador Henry Kravis descreveu a KKR em termos de três grandes grupos: mercados privados, mercados públicos e mercados de capitais.

## História

### Fundação e história inicial
Enquanto dirigia o departamento de finanças corporativas do Bear Stearns nas décadas de 1960 e 1970, Jerome Kohlberg, e mais tarde Henry Kravis e George Roberts, concluíram uma série do que descreveram como investimentos "bootstrap". Eles tinham como alvo empresas familiares, muitas das quais haviam sido fundadas nos anos seguintes à Segunda Guerra Mundial, que enfrentavam problemas de sucessão. Muitas destas empresas não tinham uma saída viável para os seus fundadores porque eram demasiado pequenas para serem abertas ao público e os fundadores estavam relutantes em vender aos concorrentes.

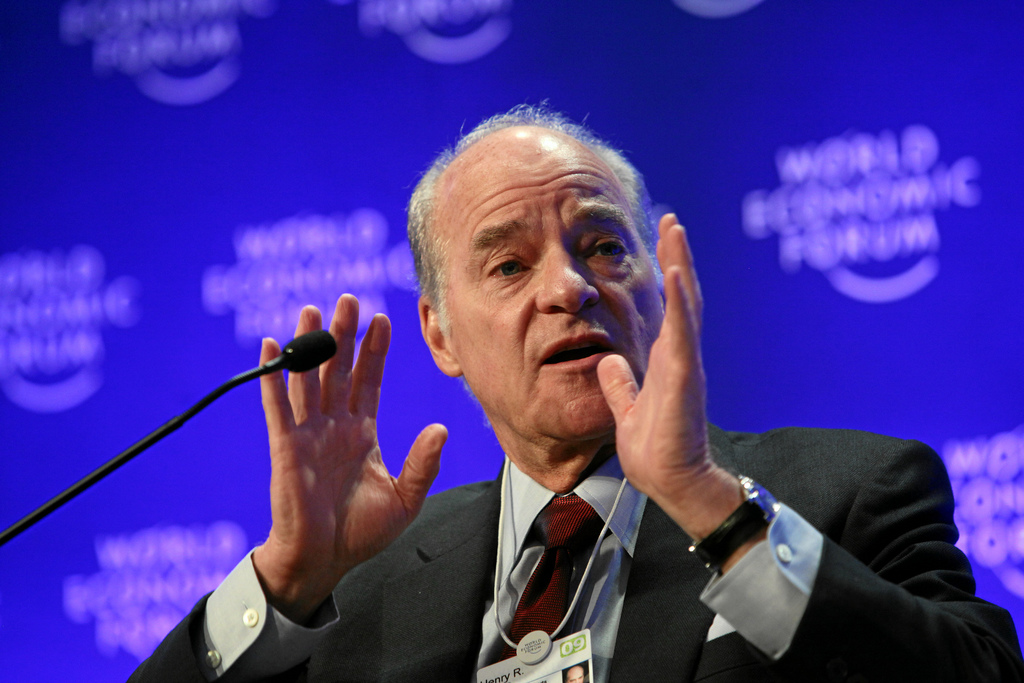
Henry Kravis discursando no Fórum Econômico Mundial em 2009

Em 1964, Lewis Cullman adquiriu e depois vendeu a Orkin Exterminating Company no que alguns chamam de a primeira transação significativa da aquisição alavancada. Nos anos seguintes, os três banqueiros do Bear Stearns concluíram uma série de aquisições, incluindo a Stern Metals (1965), a Incom (uma divisão da Rockwood International, 1971), a Cobblers Industries (1971) e a Boren Clay (1973), bem como a Thompson Wire, a Eagle Motors e a Barrows através do seu investimento na Stern Metals. Apesar de uma série de investimentos altamente bem-sucedidos, os US$ 27 milhões de investimentos na Cobblers terminaram em falência.
Em 1976, as tensões aumentaram entre o Bear Stearns e a Kohlberg, Kravis e Roberts, o que levou à formação da Kohlberg Kravis Roberts & Co. Mais notavelmente, o executivo do Bear Stearns, Cy Lewis, rejeitou repetidas propostas para formar um fundo de investimento dedicado dentro do Bear Stearns. O nome havia sido planejado para ser Kohlberg Roberts Kravis, mas os assessores de relações públicas preferiram o som de KKR.
A nova KKR concluiu sua primeira aquisição, do fabricante AJ Industries, em 1976. A KKR levantou capital de um pequeno grupo de investidores, incluindo a Hillman Company e o First Chicago Bank. Em 1978, com a revisão dos regulamentos da ERISA, a nascente KKR conseguiu levantar seu primeiro fundo institucional com mais de US$ 30 milhões de compromissos de investidores.
Em 1979, a KKR concluiu uma operação arriscada e sem precedentes (US$ 380 milhões) de aquisição alavancada público-privada de um grande conglomerado, a Houdaille Industries, um conhecido produtor de máquinas-ferramentas, tubos industriais, para-choques cromados para automóveis e amortecedores viscosos de torção, que assinaram no ano anterior. Logo terminou num fracasso espetacular, na dissolução da empresa com meio século de existência e na perda de milhares de empregos, apesar dos credores terem obtido lucro.

### Aquisição da RJR Nabisco
Aos 61 anos, Kohlberg renunciou em 1987 (mais tarde ele fundou sua própria empresa de private equity, Kohlberg &amp; Co.), e Henry Kravis o sucedeu como sócio sênior. Sob Kravis e Roberts, a empresa foi responsável pela aquisição alavancada da RJR Nabisco em 1988. A RJR Nabisco foi a maior aquisição da história naquela época, por US$ 25 bilhões, e continuou sendo a maior aquisição pelos 17 anos seguintes. O acordo foi relatado em Barbarians at the Gate: The Fall of RJR Nabisco e mais tarde transformado em um filme para televisão estrelado por James Garner.
Em 1988, F. Ross Johnson era presidente e CEO da RJR Nabisco, uma produtora líder de alimentos e produtos de tabaco, formada em 1985 pela fusão da Nabisco Brands e da RJ Reynolds Tobacco Company. Em outubro daquele ano, Johnson propôs a aquisição de capital da empresa por US$ 17 bilhão de dólares (75 dólares por ação) com o apoio financeiro do banco de investimento Shearson Lehman Hutton e da sua empresa-mãe, a American Express.
Vários dias depois, Kravis, que havia sugerido originalmente a ideia da aquisição a Johnson, apresentou uma nova oferta de US$ 20,3 bilhões (US$ 90 por ação) financiados com um pacote de dívida agressivo.A KKR teve o apoio de co-investimentos de capital de fundos de pensão e outros investidores institucionais, incluindo fundos de pensão corporativos da Coca-Cola, Georgia-Pacific e United Technologies, bem como dotações do MIT, Harvard e do New York State Common Retirement Fund. No entanto, a KKR enfrentou críticas de investidores existentes sobre o uso de táticas hostis pela empresa na aquisição da RJR.
Em novembro de 1988, a RJR definiu diretrizes para a apresentação da proposta final no final do mês. A gerência e o grupo Shearson apresentaram uma oferta final de US$ 112, um valor que eles tinham certeza de que lhes permitiria superar qualquer resposta de Kravis e KKR. A oferta final da KKR de 109 dólares, embora fosse um valor mais baixo, foi finalmente aceite pelo conselho de administração da RJR Nabisco.
A revista Time apresentou Johnson na capa da edição de dezembro de 1988, juntamente com a manchete, "Um jogo de ganância: esse homem poderia embolsar US$ 100 milhões da maior aquisição corporativa da história. A mania de compra foi longe demais?". A oferta da KKR foi recebida pelo Conselho e, a alguns observadores, parecia que a elevação da questão da redefinição como um intervalo a favor da KKR era pouco mais que uma desculpa para rejeitar a oferta mais alta de Johnson de US$ 112 por ação. Johnson recebeu US$ 53 milhões da compra. A KKR coletou uma taxa de US$ 75 milhões na aquisição do RJR. Com US$ 31,1 bilhões em um valor de transação (incluindo dívida assumida), a RJR Nabisco era, na época, de longe a maior compra alavancada na história.

### Início da década de 1990: As consequências da RJR Nabisco
A aquisição da RJR Nabisco foi concluída em abril de 1989 e a KKR passaria o início da década de 1990 pagando a enorme dívida da RJR por meio de uma série de vendas de ativos e transações de reestruturação. A KKR não concluiu um único investimento em 1990, o primeiro ano desse tipo desde 1982. A KKR começou a se concentrar principalmente nas empresas de seu portfólio existentes, adquiridas durante o boom de aquisições no final da década de 1980. Seis empresas do portfólio da KKR concluíram IPOs em 1991, incluindo a RJR Nabisco e a Duracell.
Com o início da nova década, a KKR começou a reestruturar a RJR. Em janeiro de 1990, concluiu a venda da Del Monte Foods da RJR para um grupo liderado pelo Merrill Lynch. A KKR identificou inicialmente um grupo de divisões que poderia vender para reduzir a dívida. Nos próximos anos, a RJR buscaria uma série de reestruturações adicionais, injeções de capital e ofertas públicas de ações para fornecer à empresa maior flexibilidade financeira. A KKR contribuiu com US$ 1,7 bilhões de dólares em novos capitais próprios na RJR em julho de 1990 para concluir uma reestruturação do balanço da empresa. A contribuição de capital da KKR como parte da aquisição alavancada original da RJR foi de apenas US$ 1,5 bilhões. Em meados de dezembro de 1990, a RJR anunciou uma oferta de troca que trocaria a dívida da RJR por uma nova ação pública na empresa, efetivamente um meio incomum de tornar a RJR pública novamente e, simultaneamente, reduzir a dívida da empresa.
A RJR emitiu ações adicionais ao público em março de 1991 para reduzir ainda mais a dívida, resultando em uma elevação da classificação de crédito da dívida da RJR de lixo para grau de investimento. A KKR começou a reduzir sua participação na RJR em 1994, quando suas ações na RJR foram usadas como parte da contrapartida pela aquisição alavancada da Borden, Inc., uma produtora de alimentos e bebidas, produtos de consumo e produtos industriais. No ano seguinte, em 1995, a KKR alienaria a sua participação final na RJR Nabisco quando a Borden vendeu uma participação de 638 milhões de dólares de ações.
Embora a KKR não tivesse mais nenhuma propriedade da RJR Nabisco em 1995, seu investimento original não seria totalmente realizado até que a KKR saísse de seu último investimento em 2004. Após dezesseis anos de esforços, incluindo aporte de novo capital, abertura de capital da RJR, vendas de ativos e troca de ações da RJR pela propriedade da Borden, Inc., a KKR finalmente vendeu os últimos remanescentes de seu investimento de 1989. Em julho de 2004, a KKR concordou em vender suas ações na Borden Chemical para a Apollo Management por US$ 1,2 bilhões.

### Início da década de 1990: Investimentos
No início da década de 1990, a ausência de um mercado ativo de alto rendimento levou a KKR a mudar suas táticas, evitando grandes aquisições alavancadas em favor de consolidações do setor por meio do que foi descrito como acumulações ou consolidações alavancadas. 
Em 1991, a KKR fez uma parceria com o Fleet/Norstar Financial Group na aquisição do Bank of New England, da US Federal Deposit Insurance Corporation. Em janeiro de 1996, a KKR trocaria seu investimento por uma participação de 7,5% no Fleet Bank. A KKR concluiu em 1992 a aquisição da American Re Corporation da Aetna, bem como uma participação de 47% na TW Corporation, mais tarde conhecida como The Flagstar Companies e proprietária da Denny's em 1992.

### 1996–1999
Em meados da década de 1990, os mercados de dívida estavam melhorando e a KKR havia superado a aquisição da RJR Nabisco. Em 1996, a KKR conseguiu completar a maior parte da angariação de fundos para o que era então um recorde de 6 bilhões de dólares de fundo de capital, o Fundo KKR 1996. No entanto, a KKR ainda estava sobrecarregada pelo desempenho do investimento da RJR e pelos repetidos obituários na mídia.

### 2000–2005

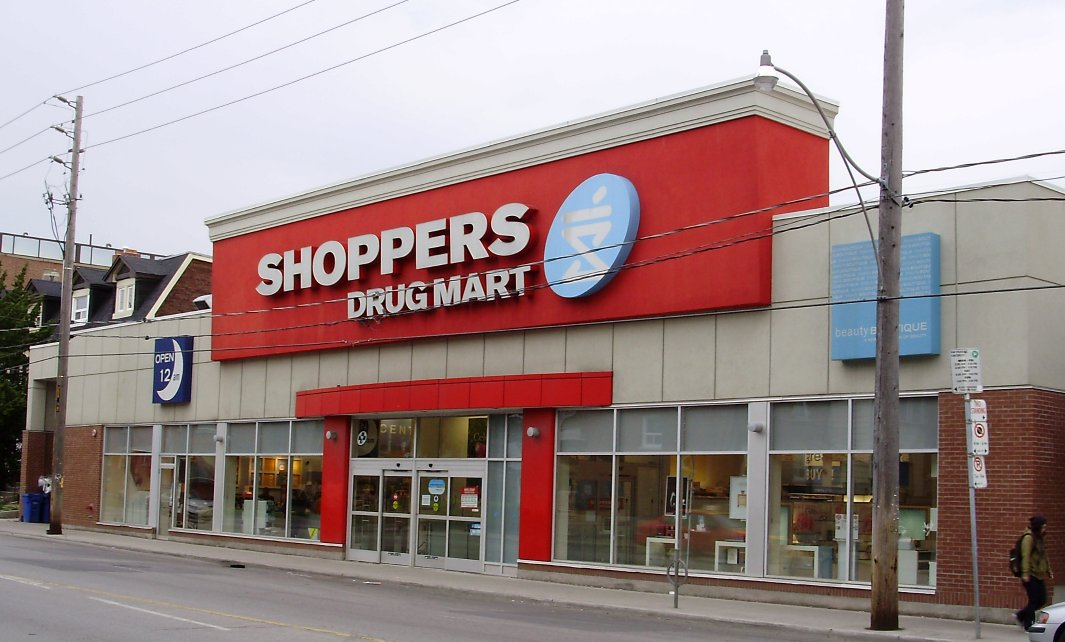
A Shoppers Drug Mart, a farmácia canadense, foi uma das várias aquisições bem-sucedidas no início dos anos 2000

No início do século XXI, o cenário das grandes empresas de aquisições alavancadas estava mudando. Várias empresas grandes e históricas, incluindo Hicks Muse Tate &amp; Furst e Forstmann Little &amp; Company, foram arrastadas por grandes perdas com o estouro da bolha das telecomunicações. Embora o histórico da KKR desde a RJR Nabisco tenha sido misto, as perdas em investimentos como Regal Entertainment Group, Spalding, Flagstar e RentPath (anteriormente K-III Communications) foram compensadas pelos sucessos no Willis Group, Wise Foods, Inc., Wincor Nixdorf e MTU Aero Engines, entre outros.

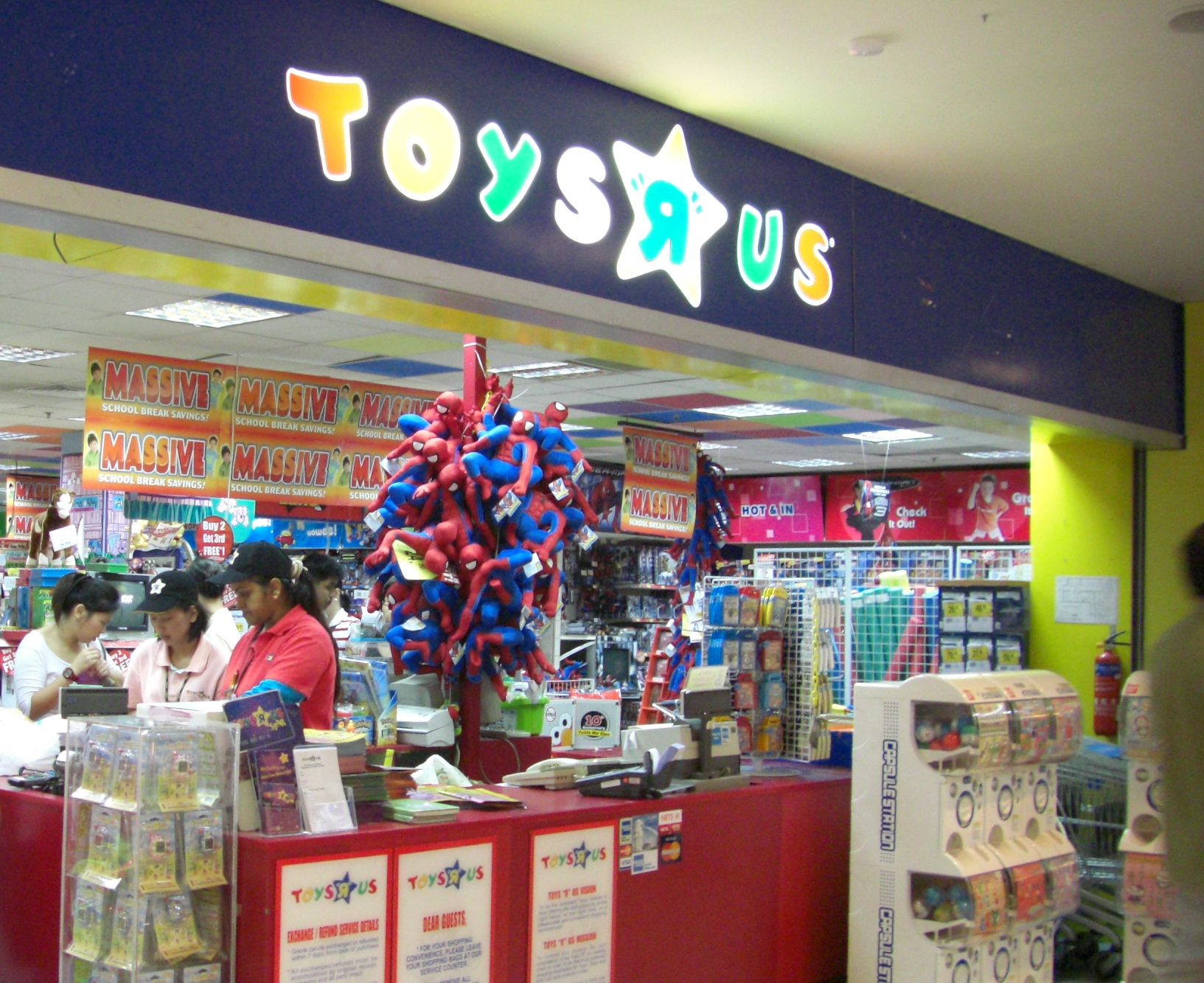
A KKR liderou um consórcio na aquisição da Toys "R" Us em 2004

Em 2004, um consórcio composto pela KKR, Bain Capital e a empresa de desenvolvimento imobiliário Vornado Realty Trust anunciou o investimento de US$ 6,6 bilhões de dólares da Toys "R" Us, varejista de brinquedos. Um mês antes, a Cerberus Capital Management fez uma oferta de US$ 5,5 bilhões para os negócios de brinquedos e artigos para bebês. A aquisição da Toys “R” Us foi uma das maiores em vários anos. Após esta transacção, no final de 2004 e em 2005, as grandes aquisições voltaram a tornar-se comuns e os observadores do mercado ficaram surpreendidos com os níveis de alavancagem e as condições de financiamento obtidas pelos patrocinadores financeiros nas suas aquisições.
Em outubro de 2006, a KKR adquiriu uma participação de 50% na Tarkett, uma distribuidora de produtos para pisos sediada na França, em um negócio avaliado em cerca de € 1,4 bilhões ($ 1,8 bilhões). Em 20 de novembro de 2006, a KKR anunciou que formaria uma A$4 parceria de bilhões com a Seven Network da Austrália. Em 23 de janeiro de 2007, a KKR anunciou que investiria US$ 700 milhões através de um investimento PIPE na Sun Microsystems.
Além de suas transações de aquisição bem-sucedidas, a KKR esteve envolvida na aquisição fracassada da Harman International Industries (NYSE: HAR), um fabricante de equipamentos de áudio de alto padrão. Em 26 de abril de 2007, a Harman anunciou que havia celebrado um acordo para ser adquirida pela KKR e pelo Goldman Sachs. Em setembro de 2007, a KKR e a Goldman desistiram do acordo de US$ 8 bilhões de dólares da aquisição de Harman. No final do dia, as ações da Harman caíram mais de 24% com a notícia.

### Oferta pública inicial 2007
Em 2007, a KKR apresentou um pedido à Securities and Exchange Commission para angariar 1,25 bilhões de dólares através da venda de uma participação na sua sociedade gestora. O registro ocorreu menos de duas semanas após a oferta pública inicial da empresa rival de private equity Blackstone Group. A KKR já havia listado seu veículo KPE em 2006, mas pela primeira vez, a KKR ofereceria aos investidores uma participação acionária na própria empresa de gestão. O início da crise de crédito e a paralisação do mercado de IPOs prejudicaram as perspectivas de obtenção de uma avaliação atrativa para a KKR. A flutuação foi repetidamente adiada e cancelada no final de agosto.
No ano seguinte, em julho de 2008, a KKR anunciou um novo plano para listar suas ações. O plano exigia que a KKR concluísse uma aquisição reversa da sua afiliada listada KKR Private Equity Investors em troca de uma participação de 21% na empresa. Em novembro de 2008, a KKR anunciou um adiamento desta transação até 2009. As ações da KPE caíram significativamente no segundo semestre de 2008 com o início da crise de crédito. A KKR anunciou que esperava fechar a transação em 2009. Em outubro de 2009, a KKR listou ações da KKR & Co. na bolsa Euronext, substituindo a KPE, e antecipou uma listagem na Bolsa de Valores de Nova York em 2010. A entidade pública representava uma participação de 30% na Kohlberg Kravis Roberts.

### 2010–2019
Em dezembro de 2011, a Samson Investment Company foi adquirida por um grupo de investidores de capital privado liderado pela KKR por aproximadamente US$ 7,2 bilhões e a Samson Resources Corporation foi formada. Com a forte queda nos preços do petróleo e do gás natural, em setembro de 2015, a empresa entrou em concordata, Capítulo 11, e durante seu processo de falência, vendeu vários ativos de grande porte.
Em março de 2013, a KKR saiu de sua joint venture na empresa musical BMG Rights Management, vendendo sua participação de 51% para a Bertelsmann.
Em junho de 2014, a KKR anunciou que estava adquirindo uma participação de um terço na empresa de energia espanhola Acciona Energy, a um custo de € 417 milhões ($ 567 milhões). O negócio internacional de geração de energia renovável opera ativos renováveis, principalmente parques eólicos, em 14 países, incluindo os Estados Unidos, Itália e África do Sul. Em agosto de 2014, a KKR anunciou que estava investindo US$ 400 milhões para adquirir a Fujian Sunner Development, a maior criadora de frangos da China, que cria, processa e fornece frangos congelados e frescos para consumidores e clientes corporativos, como KFC e McDonald's, em toda a China. Também em 2014, a KKR adquiriu a empresa de paisagismo comercial ValleyCrest da empresa de investimentos MSD Capital de Michael Dell e a combinou com a empresa de paisagismo Brickman, que possuía desde 2013, para formar a BrightView.
Em julho de 2017, a KKR adquiriu a WebMD Health Corp por US$ 2,8 bilhões e, no mês seguinte, adquiriu a PharMerica por US$ 1,4 bilhões incluindo dívida, Pepper Group por US$ 518 milhões, Covenant Surgical Partners. Em 6 de julho de 2017, a KKR anunciou que fundiria a Mi Pueblo, no norte da Califórnia, e a Cardenas Market, com sede em Ontário. Em 18 de setembro de 2017, a Toys "R" Us, Inc. entrou com pedido de concordata, Capítulo 11, afirmando que a medida lhe daria flexibilidade para lidar com US$ 5 bilhões em dívida de longo prazo, tomar emprestado US$ 2 bilhões de euros para poder pagar aos fornecedores durante a próxima época festiva e investir na melhoria das operações actuais.
Em julho de 2019, a KKR adquiriu a empresa canadense de software Corel. Em agosto de 2019, a KKR adquiriu a Arnott's, a unidade australiana de lanches da Campbell Soup Company, por US$ 2,2 bilhões. Mais tarde naquele mês, a KKR se tornou a maior acionista do grupo de mídia alemão Axel Springer, pagando US$ 3,2 bilhões por uma participação de 43,54%.
Em dezembro de 2019, a KKR, juntamente com a Alberta Investment Management Corporation, adquiriu uma participação de 65% no controverso projeto do gasoduto Coastal GasLink da TC Energy. A rota do oleoduto atravessa o território da Nação Wet'suwet'en, que se opõe ao projeto. A aplicação de uma injunção para construir no território Wet'suwet'en desencadeou protestos generalizados em todo o Canadá.

### Desde 2020
Em maio de 2020, a KKR anunciou que investirá US$ 750 milhões na produtora de cosméticos Coty. Um plano separado foi revelado, no qual diversas divisões da Coty serão transformadas em uma nova empresa. De acordo com o acordo, a KKR deterá 60%, enquanto a Coty 40% do novo negócio. No mesmo mês, foi anunciado que a KKR está pronta para fazer um investimento na empresa digital indiana Jio Platforms. Foi relatado que a KKR estava negociando a compra de uma participação de US$ 1,5 bilhão com um valor máximo de US$ 65 bilhões para a Jio Platforms. Apesar da pandemia da COVID-19, a empresa relatou um lucro de US$ 16 bilhões no segundo trimestre de 2020.
Em novembro de 2020, a KKR se uniu à Rakuten para adquirir 85% da Seiyu, a rede varejista japonesa de propriedade do Walmart.
Em janeiro de 2021, a KKR adquiriu uma participação majoritária no catálogo do músico americano Ryan Tedder, incluindo sua banda OneRepublic e as canções que ele compôs para outros artistas desde 2016.
Em junho de 2022, foi anunciado que a KKR venderia a Cardenas para fundos afiliados à Apollo Global Management por um valor não revelado.
Em junho de 2022, a KKR subiu ao topo do ranking PEI 300 da Private Equity International pela primeira vez, substituindo a Blackstone Inc. como a maior empresa de private equity do mundo. No entanto, no ranking de 2023, a KKR caiu para o segundo lugar, atrás da Blackstone mais uma vez.
Em agosto de 2023, a KKR concordou em comprar a Simon & Schuster, uma das cinco maiores editoras, da Paramount Global em um acordo totalmente em dinheiro no valor de US$ 1,6 bilhões. Os funcionários da Simon & Schuster receberiam uma participação acionária na empresa após a conclusão da aquisição. A aquisição foi concluída em 30 de outubro de 2023. Em agosto de 2023, foi relatado que a KKR venderia suas participações controladoras na Australian Venue Co. para a PAG por cerca de A$1.4 billhão.
Em 26 de fevereiro de 2024, a KKR anunciou que compraria o braço de computação do usuário final (EUC) da VMware, que havia sido recentemente adquirido pela Broadcom, em um negócio no valor de US$ 3,8 bilhões.